# هرینگتون، نورث‌همپتون‌شر
هرینگتون (به انگلیسی: Harrington) یک روستا و محله مدنی در بریتانیا است که در Kettering واقع شده‌است. هرینگتون ۱۴۶ نفر جمعیت دارد.